# Władysław Jasieński
Władysław Jasieński (ur. 8 sierpnia 1921 w Daniszowie, zm. 2010) – polski artysta fotograf, uhonorowany tytułem Artiste FIAP (AFIAP). Członek rzeczywisty Okręgu Śląskiego Związku Polskich Artystów Fotografików. Członek rzeczywisty gliwickiego oddziału Polskiego Towarzystwa Fotograficznego. Członek Gliwickiego Towarzystwa Fotograficznego.

## Życiorys
Władysław Jasieński ukończył studia rolnicze - związany z gliwickim środowiskiem fotograficznym, mieszkał, tworzył w Zabrzu. Miejsce szczególne w jego twórczości zajmowała między innymi fotografia martwej natury, ukierunkowana na wykorzystanie awangardowych technik sztuki fotograficznej. W 1954 roku został przyjęty w poczet członków rzeczywistych Polskiego Towarzystwa Fotograficznego w Gliwicach (legitymacja nr 2483), które w 1961 zostało przekształcone w Gliwickie Towarzystwo Fotograficzne.
Władysław Jasieński był autorem i współautorem wielu wystaw fotograficznych; indywidualnych, zbiorowych, pokonkursowych. Brał aktywny udział w Międzynarodowych Salonach Fotograficznych, organizowanych (m.in.) pod patronatem FIAP, zdobywając wiele akceptacji, wyróżnień, dyplomów, listów gratulacyjnych. W 1982 został przyjęty w poczet członków rzeczywistych Okręgu Śląskiego Związku Polskich Artystów Fotografików. Pokłosiem udziału w Międzynarodowych Salonach Fotograficznych (pod patronatem FIAP) było przyznanie Władysławowi Jasieńskiemu tytułu honorowego Artiste FIAP (AFIAP) – przez Międzynarodową Federację Sztuki Fotograficznej FIAP - obecnie z siedzibą w Luksemburgu.
Fotografie Władysława Jasieńskiego znajdują się w zbiorach Muzeum w Gliwicach, zebrane w ramach projektu Gliwicka Muzealna Kolekcja Fotografii Artystycznej.